# Amyna urba
Amyna urba är en fjärilsart som beskrevs av Hans Daniel Johan Wallengren 1863. Amyna urba ingår i släktet Amyna och familjen nattflyn. Inga underarter finns listade i Catalogue of Life.